# Ben-To
Ben-To (ベン・トー Ben-To?) es una novela ligera japonesa escrita por Asaura e ilustrada por Kaito Shibano. El primer volumen se publicó en febrero del 2008, y hasta febrero del 2011 ocho volúmenes han sido liberados por Shueisha. Una adaptación al manga bajo el título Ben To Zero: Road to Witch, ilustrada e listrado por los mismos autores de la novela, comenzó a serializarse en la revista Super Dash Manga Program, además un volumen adicional vino incluido con las ediciones de mayo y junio del 2011, esto en la revista Jump Square. Una adaptación al anime producida por David Production comenzó a emitirse en Japón en octubre del 2011.

## Argumento

### Ben-To
La historia se centra en un chico de instituto (secundaria alta) muy pobre llamado You Satou, aficionado a los videojuegos. Un día se encuentra en un supermercado una góndola de bentos a mitad de precio. En el momento en el que se acerca para tomar uno, cae inconsciente al suelo, al recobrar la conciencia se topará con que todas las cajas ya se han vendido así como todas, salvo una, las sopas instantáneas. El dinero es escaso y Satou acaba de meterse en una fiera batalla en la que no hay límites, ya que no es el único que quiere llevarse el bento a mitad de precio.

### Ben-To Zero: Road to Witch
La historia es anterior al anime muestra el pasado de varios de los lobos que luego aparecen en el anime. Esta centra Sen Yarizui una chica de instituto (secundaria baja), que un día después de clase decide comprarse un bento. Ese día se encuentra que los bentos están a mitad de precio y ve que todas las personas que estaban cerca de los bentos estaban desmayadas. En ese momento es atacada por un lobo pero el 'mago' la salva. Sin darse cuenta se había metido en el mundo de los 'lobos'. Es así como empieza el camino de la bruja.

## Personajes

### Principales
You Satōu (佐藤 洋 Satō Yō?)
 Seiyū: Hiro Shimono
El personaje principal, un estudiante de secundaria que se ve arrastrado a la batalla por la venta de mitad precio de los bento. Le gusta jugar a videojuegos de peleas, en particular los de Sega. Aunque al principio no se muestra capaz de mantenerse en pie durante la pelea de Bento, muy pronto muestra una notable fortaleza, lo suficiente como para ser reconocido como un igual por Yu, y el mago, llegando a ganar uno-a-uno la lucha contra Ayame. A raíz de un incidente particularmente embarazoso, termina pegado con el apodo de "hentai" o pervertido, que, irónicamente, se ajusta a su propia personalidad. Ayame revela varias revistas pornográficas en su habitación (que le dio un compañero de clase llamada Uchimoto), y sugiere que el hábito de la lectura de ellos comenzó a una edad temprana. Por lo tanto, a menudo fantasea con niñas, pero a pesar de su comportamiento pervertido, la mayoría de los personajes femeninos parecen haber desarrollado sentimientos por él (Ayame, el gemelo mayor Sawagi, e incluso Sen), aunque sea un poco cómico (como Hana o Asebi). Sin embargo, él es capaz de concentrarse en la tarea a mano y hacer lo que se le pide hacer (de nuevo, por lo general por Sen).
Sen Yarizui (槍水 仙 Yarizui Sen?)
 Seiyū: Mariya Ise
Una estudiante de segundo año, que es la actual presidente del Club de amantes de bento a mitad de precio (y en un principio, la única miembro que queda). Ella es una de las más fuertes de los lobos del oeste, es conocida como "la Bruja del Hielo" (氷結の魔女 Hyōketsu no Majo?). Su título proviene de su accidente casi la compra de una cerveza llamada "Ice Cold" porque le gustaba el diseño y supuso que se trataba de una bebida normal, además de que sea a la venta. En general es tranquila y muy inocente, no saben casi nada fuera de las peleas bento, por lo que a veces puede ser algo torpe. Ella puede ser muy terca y, sobre todo cuando se trata de un desafío con otro lobo. Sen, sin embargo, tiene un buen corazón, prefiriendo no juzgar a la gente por las apariencias o guardar rencor. Sin embargo ella no le agrada luchadores bento que no siguen las reglas y los chicos que ignoran los sentimientos de las mujeres que han sido heridos. De todos modos, ella se preocupa bastante por su bienestar y a menudo tanto por un bento como por algún miembro de su club, hace todo lo posible para que estén bien. En Ben-To Zero ella es la protagonista principal.
Ayame Shaga (著莪 あやめ Shaga Ayame?)
 Seiyū: Emiri Katō
Media italiana y medio japonesa, es la prima de Satōu. Al igual que Satōu, ella es una ávida jugadora, disfruta coquetear con él y con Hana de vez en cuando. Como loba su apodo es "la belleza del lago", al parecer después de comer un bento sentada en el banco de un parque junto a un lago se quedó a dormirse en él. es bien conocida por el uso de palillos chino (los descartables de bambú) durante la batalla. Su personalidad varía en función de su estado de ánimo, normalmente, es muy saliente, y le encanta jugar con Satōu, pero si está herida, ella se vuelve muy sensible y dura contra él y Sen. Prefiere comer con Satōu o solo tenerlo cerca. A menudo va explorando otros lobos y por lo general sale con Satōu y Sen, con quien comparte una rivalidad amistosa. Siente una gran pasión amorosa por Satōu.
Hana Oshiroi (白粉 花 Oshiroi Hana?)
 Seiyū: Aoi Yūki
Una niña fácilmente excitable, que se une al club de amantes del bento a mitad de precio. Su hobby es escribir novelas yaoi (novelas eróticas homosexuales), con sus personajes inspirados en otros lobos, o exclusivamente de Yuu Satou. No tiene apodo y como perra no caza ni pelea, por lo general recure a su velocidad y sigilo. Mientras los otros están luchando para conseguir un bento, ella pasa a gran velocidad siendo detectada apenas cuando ya tomó un bento de la góndola. Solía intimidarse ante la gente, y se enoja si los tocaba o tocaban, diciendo que ella tiene gérmenes y los infectaría por lo que empezaba a pedir disculpas a cualquiera que tocara y tratar de limpiar frenéticamente la "contaminación". Desde que conoció a Sen y Satōu, su comportamiento ha ido cambiando y, finalmente esto ya no ocurre.

### Secundarios
Ume Shiraume (白梅 梅 Shiraume Ume?)
 Seiyū: Ai Kayano
Es amiga de la infancia de Hana y es la presidenta del consejo estudiantil. Y constantemente demuestra tener sentimientos amorosos hacia Hana lo cual la lleva a intentar alejarla de Satou incluso si es a la fuerza. Ella a menudo golpea y humilla a Satou cada vez que se entera de que se ha reunido con Hana, ya que lo ve como una mala influencia hacia su amiga. Tras perder una pelea de bento mientras intentaba proteger a Hana, hace las paces con Satou y le pide que protegiera a Hana por ella.
Yū Kaneshiro (金城 優 Kaneshiro Yū?)
 Seiyū: Mamoru Miyano
Su apodo es el mago. Él fue el presidente anterior del Club de amantes del bento a mitad de precio; había peleado con Mitsy y fue el ganador de una de las grandes batallas de lobos en la región por lo que recibió el título del "lobo más fuerte".
Asebi Inoue (井ノ上 あせび Inoue Asebi?)
 Seiyū: Ayana Taketatsu
Tiene una imagen dulce e infantil pero esta niña tiene la desgracia de poseer una aura muy maldecida, todo lo que ocurre a su alrededor son desastres tras desastres, lo que lleva a Satou y a Ayame a situaciones un tanto extravagantes, Ayame utiliza un amuleto de buena suerte para no verse afectada por el aura de Asebi.
Ren Nikaidou (二階堂 連 Nikaidō Ren?)
 Seiyū: Kazuyuki Okitsu
Al principio es uno de los enemigos de Satou aunque demuestra una gran admiración y respeto hacia él por su bravura, luego queda decepcionado por Satou cuando este usa ropa de chica (Situación que ameritael apodo de Pervertido) tiene una buena técnica de combate, está enamorado de Mitsy, la diosa de descuentos de la Tienda de Ralph y anterior lobo más fuerte del este llevando el título de la mariposa monarca, lamentablemente ella en el anime está casada por lo que Ren tiene que suprimir sus sentimientos de amor hacia ella.
Kyō Sawagi (沢桔 梗 Sawagi Kyō?) y Kyō Sawagi (沢桔 鏡 Sawagi Kyō?)
Seiyū: Yukari Tamura y Yui Horie
Son un par de gemelas, presidenta y vicepresidenta de otra preparatoria. Sus nombres son iguales pero se escriben cons kanjis diferentes. Se les dio el apodo de Orthros ya que pelean las dos juntas, ellas vencieron a Sen y Satou junto a otros lobos en una combinación en el capítulo 11. Sus nombres provienen de un monstruo de la mitología griega, este sería un perro de dos cabezas llamado Orthros, sus nombres también provienen de espejo y campana usándose la palabra Kyō en estos dos objetos. Ellas fueron vencidas por El combo de Hercules tres años antes del comienzo de la historia. En el último capítulo Sen y Satou deciden retarlas pero Sen se enferma y Satou las enfrenta, junto a muchos otros lobos y El combo de Hercules aunque entre todos los lobos lo vencieron por hacer trampa, terminan haciéndose amigos de todos los lobos

## Terminología

### Lobo
Toda persona que lucha de forma honorable para obtener un bento, siguiendo y respetando las reglas. Todos los lobos poseen apodos que les son dados por otros lobos.

### Perro
Novatos en la lucha por los bentos a mitad de precio y son llamados de esa manera hasta que consiguen su propio nombre de guerra. En algunos casos son llamados berkley (una forma de referirse a los perros).

### Perro de caza
Así son llamados el equipo de kendo de la escuela de Satou, pues a diferencia de otros perros o lobos, ellos actúan en equipo.

### Jabalí
Se les llama así a los que no tienen orgullo y no hacen caso a las reglas, se apresuran a llegar antes de que el Dios ponga las etiquetas de descuento y se los llevan todos. Algunos son llamados jabalíes por tener la fuerza para enfrentarse a un lobo, estos últimos son apodados por los lobos gral. en forma despectiva 

### Dioses de los descuentos
Son aquellos encargados de los supermercados que ponen descuentos a los bento, usualmente son antiguos luchadores o lobos en su mayoría. Suelen tener apodos.

### Normas de los Lobos
Las peleas de Bento son grandes, en las que luchan todos entre sí por un bento. Las peleas se rigen por un conjunto de reglas tácitas entre los luchadores, sobre todo para mantener cada pelea justa y uniforme.
- Cada luchador tiene que esperar fuera del área donde se ponen los Bento mientras el Dios de los descuentos pone las etiquetas y hasta que este deje la sala. Tomar uno de antemano y acosar al Dios de los descuentos es considerado una falta de respeto.
- Si un luchador consigue tomar un bento no pueden ser atacados o perseguidos. Si dos o más luchadores poner sus manos sobre el mismo bento, pelean entre sí por él, los demás no deben tocar este bento.
- Un luchador solo puede tomar un bento.
- Los Brawlers nunca deben hacer algo que cause la destrucción del bento, hacer esto significaría desgraciar la comida.

Aparte de eso, cualquier método se puede utilizar en la obtención de un bento. Se puede utilizar desde las manos, hasta cestas y palillos como armas. Incluso correr para evitar peleas es una estrategia válida. A veces se lucha en grupos, como el Club de los amantes de la comida a mitad de precio (Sato, Yurizui y, a veces Oshiroi) y Orthros (hermanas Sawagi) que a menudo pelean contra todos antes de ir por el Bento, por separado o se unen para llevar a cabo una amenaza antes de pelear.
Aquellos que luchan por las cajas bento se conocen a menudo como "lobos". Los luchadores sin experiencia son considerados "perros", por lo general considerados como tales cuando no entienden la esencia de las peleas bento y utilizan tácticas poco honorables. Los que van en contra de las reglas, son egoístas, y hostigan al personal por los Bento son conocidos como "jabalíes" y no son respetados por el resto de luchadores.
Los luchadores de Bento a menudo hacen todo lo posible para detener a los jabalíes, ya que van en contra de sus reglas y por lo tanto no merecen el bento.

## Media

### Novela ligera
Las novelas ligeras de Ben-To son escritas por Asaura y las ilustraciones de Kaito Shibano. El primer volumen fue publicado el 22 de febrero de 2008, en la revista Super Dash Bunko de la editorial Shueisha.  Hasta el 25 de febrero de 2011, siete novelas de la serie han sido liberadas, así como un volumen adicional de colección de cuentos (Volumen 5.5). 

### Manga
Una adaptación al manga escrito e ilustrado por los mismos autores bajo el título de Ben To Zero: Road to Witch comenzó a serializarse en la primera edición de la revista Super Dash Manga Program, incluido con la edición de mayo y junio del 2011 en la revista Jump Square.

### Anime
Una adaptación a anime producida por el estudio David Production, fue dirigida por Shin Itagaki comenzó a emitirse en Japón el 9 de octubre de 2011, concluyendo el 25 de diciembre al llegar a los 12 capítulos.   
El tema de apertura de la serie es "Live for Life: Ōkamitachi no Yoru" «LIVE for LIFE 〜狼たちの夜〜 LIVE for LIFE ~Night of the Wolves~» (?); de Manami, el tema de cierre es «The Rules of Smiling» (笑顔の法則?) de Mariya Ise. En el cuarto episodio el opening es "Treasure!" de Emiri Katō.

## Recepción
El Mainichi Shimbun informó que a partir de marzo de 2011, más de 550.000 copias de las novelas ligeras se han vendido en Japón. La serie de novelas ligeras ha clasificado tres veces en Kono Light Novel ga Sugoi! publicada cada año: en el octavo lugar en 2010. el quinto lugar en 2011. y en tercer lugar en 2012.